# Jean-Baptiste Lafond
Jean-Baptiste Lafond (Bègles, 29 de diciembre de 1961) es un exjugador francés de rugby que se desempeñaba como wing. Jugó con Les Blues de 1983 a 1993. Es el máximo anotador de tries de la Copa Mundial de 1991.

## Participaciones en la Copa del Mundo
Disputó la Copa Mundial de Inglaterra 1991 donde Francia ganó su grupo con victorias ante Rumania (30-3), Fiyi (33-9) y Canadá (19-13), sin embargo les blues fueron derrotados ante el XV de la Rosa 10-19 en cuartos de final y fueron eliminados del Mundial. Lafond marcó en todos los partidos y acabó siendo el máximo anotador de tries junto a David Campese con seis.
| Mundial                       | Sede       | Resultado        | PJ | Tries |
| ----------------------------- | ---------- | ---------------- | -- | ----- |
| Copa Mundial de Rugby de 1991 | Inglaterra | Cuartos de final | 4  | 6     |

## Palmarés
- Campeón del Torneo de las Seis Naciones de 1987 con Grand Slam, 1989 y 1993.
- Campeón del Top 14 de 1989/90.